# Джанибек (Астраханский хан)
Джанибек — Астраханский хан, ставленник казахского Касим-хана.

## Приход к власти

### Казахский ставленник
Джанибек пришел к власти с помощью казахского хана Касыма. Во-первых, Джанибек взошёл на престол в Астрахани именно в 1514 году — после того, как казахские войска вошли в междуречье Волги и Яика. Во-вторых, трудно поверить, что правитель небольшого ханства мог бы в одиночку выступить против Ногайской Орды, особенно имея такого противника, как Крымское ханство. В-третьих, правление Джанибека завершилось сразу после смерти хана Касыма, когда в Казахском ханстве началась смута, и династия урусидов больше не могла поддерживать своего протеже.

### Восхождение
Согласно мнению М. Г. Сафаргалиева, Джанибек вступил на престол в Астрахани в 1514 году. Родословную Джанибека Ш. Марджани передаёт следующим образом: «Затем [правил] Абу-Сайид Джанибек-хан, бин Барак-хан, бин Куюрчак-хан, бин Урус-хан». Эту же версию генеалогии приводят С. Шарафутдинов и М. М. Рамзи.
Однако в историографии существует мнение, что в указанных источниках произошла ошибка в идентификации: вероятно, Джанибек, сын Махмуда, был спутан с казахским Джанибеком, который действительно являлся третьим сыном Барака и внуком Куюрчака, четвёртого сына Уруса. Этот казахский Джанибек родился не позднее 1429 года и, по имеющимся сведениям, ненадолго пережил своего брата Гирея; последнее упоминание о нём в источниках датируется 1473–1474 годами. В связи с этим его возможное правление в Астрахани в начале XVI века вызывает сомнения.
С. Шарафутдинов писал о вступлении Джанибека на престол в 915 г.х. (1509–1510 гг.). В то же время архивные документы Посольского приказа содержат иную информацию: в описи упоминаются «книги астраханские с лета 7029-го по лето 7042-го», где сказано, что в этот период «был в Асторохани Яныбек царь». Эта дата соответствует 1521–1534 годам по современному летоисчислению. Таким образом, по данным описи, правление Джанибека приходится на этот промежуток времени.
Дополнительные сведения о более раннем вступлении на престол содержатся в письме московского посланника Василия Коробова, отправленном из Азова и доставленном в Москву 19 июня 1515 года. По пути в Азов он захватил нескольких татар, один из которых, Кара-Чура (из рода Кыят Большой Орды), сообщил: «...посылал Зенебек (т.е. Джанибек) царь человека с грамотою к Чагир мырзе, да к Шийдяку, да к Мамаю, да к Келмамаю, чтоб пошли с ним воевати Шигим мурзу, и Чагир с братьею в Азторохань к нему пришли, а Занебек царь, да Мустофар царевичь с детми, да Хозяк солтан, их не дожидаясь, шод, летось Шигим мурзу побили и улус у него взяли десять тысячь человек, а он у них утек сам-двадцать».
Таким образом, по дипломатическим сообщениям и архивным данным, Джанибек, сын Махмуда и брат Абд ал-Керима, вероятно, занял астраханский престол не позднее лета 1514 года.

## Правление
Василий Коробов писал своё письмо из Азова в мае 1515 года, следовательно, события, о которых сообщил ему татарин Кара-Чура, не могли относиться к лету 1515 года. Вероятнее всего, они произошли летом 1514 года. По словам Кара-Чуры, мирза Чагир, оскорблённый действиями Джанибека, осадил Астрахань и потребовал у Джанибека отнять добычу у Мустофара «с детьми» и у «Хозяка-салтана», а также выдворить их из города.
Личность Хозяка, вероятно, не вызывает сомнений — он идентифицируется как брат Шейх-Ахмеда, сын Ахмеда. Что касается Мустофара-салтана, его личность менее определённа. Впервые он упоминается в источниках в 1507 году: в посольской грамоте содержалась просьба вернуть пленника Мелеха, находившегося в Астрахани «у Мустофарова Салтанова человека у Абдулы». В конце 1520 или начале 1521 года Мустофар вместе с несколькими другими султанами был убит ногайским мирзой Шийдяком. По одной из версий, он мог быть братом Джанибека — скорее двоюродным (то есть сыном Ахмеда), нежели родным, или его племянником.
На требования Чагира Джанибек не пошёл — он не согласился делиться трофеями и выдворять союзников. В ответ Чагир с братьями ушёл на Яик, где к нему прибыл разбитый Джанибеком Шигим. Попытка примирения окончилась арестом, Шигим был закован и помещён в Сарайчик. Однако мирза Мамай, располагавший отрядом из 50 человек, освободил Шигима.
Тем временем Хозяк и двое сыновей Мустофара покинули Астрахань, взяв с собой захваченных у Шигима людей (около десяти тысяч человек), и ушли кочевать. Позже к ним присоединился сам Шигим. Хозяк, Шигим и сыновья Мустофара направились в Тюмень (в данном контексте — район на территории Дагестана), где Муртаза, сын Ахмеда и местные султаны посадили на престол Хозяка, а Шигим стал его эмиром. Сообщается, что Муртаза добровольно отказался от власти, сославшись на старость. Подобный жест может объясняться соблюдением ритуального порядка престолонаследия, при котором старшие родственники формально отказывались от власти в пользу фактического претендента, как это практиковалось в Монгольской империи.
Вскоре между союзниками произошёл раскол. Хозяк и Шигим изгнали одного из сыновей Мустофара, ограбив его, а другого, Муселема-салтана, Шигим пленил.
В этих условиях Джанибек решил нанести удар по коалиции Хозяка, Шигима и тюменских султанов. В конце зимы 1515 года он вновь обратился к Чагиру. Тот пришёл к Астрахани по льду Волги с братьями и заявил: «Я за тебя иду против своего брата. А ты доспей меня для, ограби Мустофара салтана с детьми да отшли его от себя прочь». Джанибек отказался выполнить требования, и Чагир осадил город. Однако осада оказалась безуспешной: после однодневного боя его войско отступило, а Джанибек взял в плен около 300 человек. После этого Волга вскрылась, начался ледоход.
Возможно, события, связанные с осадой Астрахани, нашли отражение в ногайском шеджере, обнаруженном в Казани и опубликованном М. Ахметзяновым. В этом источнике говорится, что «Альсагир-хан» (идентифицируемый с Алчагыром, он же Чагир), сын Мусы, «покорил крепости Саратов и Астрахань, обложил налогом. Был хан удивительно похож на Александра Македонского. Проживал в Надынске».
Несмотря на активное давление со стороны ногайских мирз, Джанибек сумел отстоять Астрахань. Однако главным внешнеполитическим противником Астрахани оставался Крым.
В последующем соперничестве между Шигимом и Алчагыром (т.е. Чагиром) победу одержал Шигим. Весной 1516 года Алчагыр с приверженцами бежал в Крым.
Весной 1516 года в противостоянии между мирзами Шигимом и Алчагиром верх одержал первый. Алчагир-мирза вместе со своими сторонниками был вынужден бежать в Крым.
Астраханское ханство стремилось воспрепятствовать сближению между Ногайской Ордой и Крымским ханством, рассматривая его как угрозу собственным интересам. По словам исследователя А. И. Исина, астраханские дипломаты предприняли усилия, чтобы убедить ногайских мурз заключить союз не с крымским ханом, а с Астраханью.
После заключения ногайско-астраханского мира крымские улусы были выведены с территории «поля в Перекоп». Крымский хан Менгли-Гирей, вероятно, имел личные причины для вражды с Джанибеком. Исследователи полагают, что Джанибек мог быть непосредственным участником гражданской войны, разразившейся на Крымском полуострове в середине 1470-х годов.
После нашествия Ахмеда и потери власти в Крыму Менгли-Гирей рассматривал Джанибека своим давним противником. Однако реализовать планы по захвату Астрахани ему не удалось: весной 1515 года, незадолго до Пасхи, Менгли-Гирей скончался. На троне Крымского ханства его сменил сын Мухаммед-Гирей.
Смерть Менгли-Гирея изменила характер крымско-московских отношений. Новый хан занял более активную позицию: Крым перестал мириться с усилением Москвы и стал стремиться к расширению своих владений, руководствуясь идеей восстановления контроля над землями улуса Джучи.
Основным направлением внешней политики Крыма оставалась борьба с Астраханским ханством. Отношение к Литве и Москве также во многом определялось этой борьбой. Летом 1515 года, предположительно в июне или июле, Мухаммед-Гирей организовал крупный поход на Астрахань и Ногайскую Орду. В письме к великому князю Василию III от 3 августа он сообщал, что достиг Дона, но основные силы противника — астраханский хан и Шигим-мурза — отступили за Волгу.
По мнению хана и его приближённых, противник временно покинул территорию, но намеревался вернуться на зимовку. В связи с этим было принято решение отложить продолжение похода до осени. Уже 30 августа в Москву поступили новые донесения: ногайские отряды ушли за Волгу, а Шигим и астраханские силы также перебрались на левый берег.
В письмах Мухаммед-Гирей не называет астраханского хана по имени. Если им был Джанибек, то, вероятно, он примирился с Шигимом, поскольку они отступали совместно. Однако по другим сведениям, в это время ханом Астрахани мог быть Абд ал-Керим.
В начале XVI века астраханско-крымские и астраханско-ногайские отношения стали испытывать влияние внешних факторов, в первую очередь — экспансии Казахского ханства в юго-восточное Поволжье. Конфликт между Ногайской Ордой и казахами первоначально складывался в пользу последних. В 1519 году, под давлением хана Касима, ногайские мирзы были вынуждены покинуть Западный Казахстан, оставить междуречье Волги и Яика и отступить на правый берег Волги.
Ранее, между 1509 и 1515 годами, Крымское ханство трижды предпринимало крупные военные походы на ногайские улусы. После одного из этих сражений, известного как Ногайская битва, ногайцы были вынуждены отступить на левый берег Волги. Эти события оказали значительное влияние на динамику отношений Крыма с Ногайской Ордой и Астраханским ханством.